# 张刚毅
张刚毅神父（1907年1月23日—1997年3月20日），圣名安多尼，是一位著名的天主教方济各会神父，其一生事迹颇具传奇性色彩，特别以释放4000名法西斯监狱囚犯、创建陕西省张二册村圣母朝圣地和支持三原会议著称。

## 早年
1907年1月23日，张刚毅出生在中国陕西省三原县西阳乡新城村的一个信仰天主教的家庭。1925年，18岁的张刚毅进入通远坊小修院

## 罗马
陕西天主教当时由意大利方济各会负责传教。1930年，张刚毅被选送到方济各会意大利总部去深造学习。1932年初学，1935年发初愿，1937年8月15日圣母升天瞻礼那天，他晋升为神父。
1939年，第二次世界大战爆发。1940年，教宗庇护十二世选中张刚毅神父，派往“国际犯人集中营”，担任4000名英美等同盟国战俘的监狱神师。1944年底，张刚毅得知要枪决他们的消息，私自释放了集中营中所有的囚犯。1945年，张刚毅被德国军事法庭判处死刑，拟于同年1月15日8时执行枪决。临刑前，张刚毅神父奇迹般的被突然出现的盟軍空軍救出。此后，他化妆逃回梵蒂冈，在那里隐蔽了三个月之久，直到战争结束。
1947年，张刚毅神父从欧洲回到中国，在首都南京受到蒋中正的接见，被授予“民族英雄”奖牌。张刚毅回国后，在陕西省安康教区负责传教。1949年，由于中国大陆政权易手，他无法再在安康教区继续传教，被迫回到家乡三原教区。1959年，张刚毅由于继续忠于教宗，不愿加入天主教爱国会，被捕入狱劳改，到21年后的1980年，才被释放。

## 张二册村
张刚毅出狱后，来到陕西省三原县张二册村，利用恢复信仰自由的机会，在村民中大力传播天主教，使该村及鄰近村莊的村民几乎全都成为热心的天主教徒，并且还接纳了一批有志修道的女青年，后来由于天主特别的安排，她们结识了德来小妹妹会（雷鸣远神父创立的女修会）的修女，这批女青年成为了德来小妹妹会的修女们）。张神父以慈父般的心怀与当地教友关怀圣召，接纳这些修女在张二册堂区，为她们提供的一席之使她们有个"家"以奉献天主，服务教会。他培养了多位修女（当时张二册本村也有几位女青年修道）辅助当地传教。
1980年代初，张刚毅在张二册村提倡圣母朝圣活动。当时，在中国最大的一份报纸—－《人民日报》上刊登了一篇提倡“破除迷信，移风易俗”的通讯，以陕西张二册村作为反面例证，结果反而使张刚毅和张二册村在全国大大出名，吸引来许多外地的天主教徒千里迢迢，来到陕西张二册村朝圣。直到1990年代，张刚毅在每年复活节都要在当地教堂主持盛大弥撒。

## 三原会议
1988年2月至5月20日，张刚毅应邀访问意大利，获意大利政府颁赠奖牌，感謝他當年拯救战俘。
1989年11月21日，在张刚毅负责的陕西省三原县陂西乡张二册村天主教堂，中国大陆一批忠于教宗的天主教地下教会的主教和神父秘密举行了一次会议，宣布成立中国大陆天主教主教团，选出82岁的天主教保定教区主教范学淹（1907年—1992年）为团长，与地上教会的中国天主教爱国会的中国天主教主教团相抗衡。由于张二册村隶属于三原教区，这次会议被称为三原会议。会后，1989年12月11日，张神父被公安机关带去收审，直到1990年6月12日才被释放。
1992年11月2日至1993年1月20日，张刚毅再次访问意大利，受到教宗若望·保禄二世的高规格接见和亲密拥抱。
1997年3月20日上午7时20分，张刚毅神父逝世於张二册村天主教堂内，享年90周岁。
张神父去世后，政府立即动用警力，强制性监禁遣散修女而且又被迫不能回老家，修会的房子被占。修女们无家可归，就各自两个两个去外地寻找认识的教友在当地传家等候天主的旨意。这样人去楼空，随后不久耶稣圣心传教修女会就入住这里。后来不知为何多种原因或许，她们离开了。目前张二册修女们的家依然如故，只是年久失修，但仍然可以看到它曾经的面貌。每次这些德来小妹妹会的修女想起这个地方，都会又喜又悲的黯然泪下，这里曾经因为仁慈的母亲圣母妈妈而使众人蒙受祝福，这里也曾经是她们在张神父的庇护接纳下，建立起团体和修会归属。

## 身后
陕西省周边省份的地下教会有不少都是起源于张刚毅那里，对张刚毅特别尊重，甚至称之为东方教皇。
2002年9月25日，张刚毅生前主持的三原教区张二册村天主教堂，因年代久远，突然倒塌。于是该村900多名教友纷纷捐献，重建教堂。